# Narcine
Narcine is het typegeslacht uit de familie van de stroomroggen (Narcinidae). Roggen uit deze familie kunnen elektrische schokken geven, maar doen dit alleen ter verdediging of om prooien te verlammen. Ze leven op zeebodems en zijn eierlevendbarend.

Dit is volgens FishBase een geslacht met 16 soorten.

## Soortenlijst[1]
- Narcine atzi Carvalho & Randall, 2003
- Narcine baliensis Carvalho & White, 2016
- Narcine bancroftii (Griffith & Smith, 1834)
- Narcine brasiliensis (Olfers, 1831)
- Narcine brevilabiata Bessednov, 1966 – Kortlipstroomrog
- Narcine brunnea Annandale, 1909
- Narcine entemedor Jordan & Starks, 1895 – Cortezstroomrog
- Narcine insolita Carvalho, Séret & Compagno, 2002
- Narcine leoparda Carvalho, 2001
- Narcine lingula Richardson, 1846
- Narcine maculata (Shaw, 1804)
- Narcine oculifera Carvalho, Compagno & Mee, 2002
- Narcine prodorsalis Bessednov, 1966
- Narcine rierai (Lloris & Rucabado, 1991)
- Narcine timlei (Bloch & Schneider, 1801)
- Narcine vermiculatus Breder, 1928